# 镇渡乡
镇渡乡，是中华人民共和国江西省宜春市上高县下辖的一个乡镇级行政单位。

## 行政区划
镇渡乡下辖以下地区：
镇南村、镇北村、社田村、江东村、洋田村、罗溪村、黄田村、井头村、罗家村、埠头村、苑新村和龙家村。